# Gneu Tremel·li (triumvir)
Gneu Tremel·li (en llatí Cnaeus Tremellius) va ser un magistrat romà del segle ii aC.
Va ser un dels Triumviri coloniae deducendae nomenats l'any 173 aC, encarregats de dividir certes terres a Ligúria i la Gàl·lia Cisalpina entre ciutadans romans i aliats llatins.